# Camponotus severini
Camponotus severini é uma espécie de inseto do gênero Camponotus, pertencente à família Formicidae.